# Полет над кукувиче гнездо (филм)
„Полет над кукувичето гнездо“ (на английски: One Flew Over the Cuckoo's Nest) е американски драматичен филм от 1975 г. на режисьора Милош Форман с участието на Джак Никълсън и Луис Флечър в главните роли, базиран на едноименния роман на Кен Киси.
Филмът е големият победител на 48-ата церемония по връчване на наградите „Оскар“, където е номиниран за отличието в 9 категории, печелейки 5 статуетки, всички от тях в петте основни категории Произведението е удостоено и с престижните отличия „Златен глобус“ в същите категории.
„Полет над кукувиче гнездо“ е един от трите филма, заедно с „Това се случи една нощ“ (1934) и „Мълчанието на агнетата“, които печелят и петте главни награди „Оскар“. Авторитетното списание Емпайър включва филма в списъка си „500 най-велики филма за всички времена“.
Снимките протичат няколко месеца, започвайки през януари 1975 г. в Орегонската държавна болница в Салем, Орегон.

## Сюжет
Сценарият е адаптация по едноименния роман на Кен Киси от 1962 г., разказващ историята на непокорния хулиган Рандъл Патрик Макмърфи (Джак Никълсън), вкаран в психиатрична клиника с цел пречупването му пред правилата на системата.

## В ролите
| Изпълнител       | Роля                             |
| ---------------- | -------------------------------- |
| Джак Никълсън    | Рандъл Патрик Макмърфи           |
| Луис Флечър      | старша мед. сестра Милдред Рачет |
| Уилям Редфийлд   | Дейл Хардинг                     |
| Брад Дуриф       | Били Бибит                       |
| Сидни Ласик      | Чарли Чезуик                     |
| Уил Сампсън      | Вождът Бромдън                   |
| Дани Де Вито     | Мартини                          |
| Кристофър Лойд   | Макс Тейбър                      |
| Уилям Дюъл       | Джим Сефелт                      |
| Винсънт Скиавели | Фредериксон                      |

## Награди и номинации
Награди на филмовата академия на САЩ:
- Награда за най-добър филм
- Награда за най-добър режисьор за Милош Форман
- Награда за най-добър актьор в главна роля за Джак Никълсън
- Награда за най-добра актриса в главна роля за Луиз Флетчър
- Награда за най-добър адаптиран сценарий за Лорънс Хаубън и Бо Голдмън

- Номинация за най-добър актьор в поддържаща роля за Брад Доуриф
- Номинация за най-добра кинематография за Хаскел Уекслър и Бил Бътлър

Награди Златен глобус (САЩ):
- Награда за най-добър филм
- Награда за най-добър режисьор за Милош Форман
- Награда за най-добър актьор в главна роля за Джак Никълсън
- Награда за най-добра актриса в главна роля за Луиз Флетчър
- Награда за най-добър адаптиран сценарий за Лорънс Хаубън и Бо Голдмън
- Награда за актьорски дебют за Брад Доуриф